# Сад (літера)

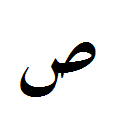
Ізольована форма літери

Сад (араб. ‏صاد‎‎‎; с̣а̄д) — чотирнадцята літера арабської абетки, позначає звук [sˁ].
В ізольованій та кінцевій позиціях сад має вигляд ص; в початковій та серединній — صـ.
Сад належить до сонячних літер.
Літері відповідає число 90.
В перській мові ця літера має назву «сад» (перс. صاد), звучить як [ṣ].

## В юнікоді
| Юнікод         | U+0635            |
| Ім'я в юнікоді | ARABIC LETTER SAD |
| HTML           | &#1589;           |
| ISO 8859-6     | 0xd5              |